# Pabandom iš naujo! 2022
Die 3. Pabandom iš naujo! fand am 12. Februar 2022 statt. Es war der litauische Vorentscheid für den Eurovision Song Contest 2022 in Turin (Italien). Monika Liu konnte den Wettbewerb für sich entscheiden und vertrat Litauen im Mai mit ihrem Lied Sentimentai.

## Format

### Konzept
Am 16. August 2021 bestätigte die litauische Rundfunkanstalt Lietuvos nacionalinis radijas ir televizija (LRT), dass Litauen auch 2022 am Eurovision Song Contest teilnehmen wird.
Am 1. Oktober 2021 gab LRT bekannt, dass 2022 bis zu 36 Teilnehmer an der Sendung mitwirken werden. Je nach Teilnehmeranzahl sollte es sechs Sendungen geben, bestehend aus drei Heats, zwei Halbfinale und einem Finale. Beginnen sollte die Sendung im Januar 2022, wobei die genauen Daten erst zu einem späteren Zeitpunkt bekannt gegeben wurden.
Ebenso stellte LRT dieses Mal den bis zu 36 Interpreten insgesamt 54.000 € zur Verfügung, die dann gleichermaßen auf die Teilnehmer verteilt wurden. Von dem Geld sollten die Interpreten ihre Titel produzieren lassen können und ebenso ein gutes Bühnenbild erzeugen können.

### Beitragswahl
Vom 1. Oktober 2021 bis zum 25. November 2021 konnten Beiträge bei LRT eingereicht werden. Außer der Einhaltung der Regeln zum Eurovision Song Contest 2022 gab es keine Einschränkungen zum Einreichen von Beiträgen. Die Teilnehmer wurden am 7. Dezember 2021 bekanntgegeben. Die Titel der teilnehmenden Lieder wurden am 8. Dezember 2021 veröffentlicht.

## Teilnehmer

### Zurückkehrende Interpreten
2022 kehrten mehrere ehemalige Gewinner der litauischen Vorentscheidung zurück. Ieva Zasimauskaitė gewann den Wettbewerb 2018, sowie Vilija Matačiūnaitė 2014. Erica Jennings gewann die Show 2001 als Teil der Gruppe Skamp.
| Interpret                              | Vorheriges Teilnahmejahr                                         |
| -------------------------------------- | ---------------------------------------------------------------- |
| Aldegunda                              | 2019, 2021                                                       |
| Augustė Vedrickaitė                    | 2006, 2007, 2017                                                 |
| Cosmic Bride                           | 2018 (als Natalja Chareckaja), 2021                              |
| Emilija Valiukevičiūtė (als Emilija V) | 2018                                                             |
| Erica Jennings                         | 2001 (als Mitglied von Skamp), 2016, 2019 (mit Jurgis Didžiulis) |
| Gabrielė Goštautaitė                   | 2021                                                             |
| Gebrasy                                | 2019, 2021                                                       |
| Ieva Zasimauskaitė                     | 2013 (mit Gabrielius Vagelis), 2016, 2017, 2018                  |
| Justin3                                | 2017, 2018                                                       |
| Lolita Zero                            | 2017                                                             |
| Queens of Roses                        | 2016 (als 4 Roses), 2017, 2019                                   |
| Rūta Loop                              | 2018, 2020                                                       |
| Titas & Benas                          | 2021                                                             |
| Vilija Matačiūnaitė                    | 2005, 2014, 2017, 2021 (als Sunday Afternoon)                    |
| Voldemars Petersons                    | 2007 (als Kupido), 2019, 2020, 2021                              |
| Živilė Gedvilaitė                      | 2018, 2019                                                       |

## Heats

### Erstes Heat
Das erste Heat fand am 8. Januar 2022 statt. 6 Beiträge qualifizierten sich für das Halbfinale. Vaidotas Valiukevičius, Ramunas Zilnys, Ieva Narkutė, Gerūta Griniūtė und Vytautas Bikus bildeten die Jury.
| Platz | Startnr. | Interpret                                | Lied Musik (M) und Text (T)                                                                                       | Sprache             | Übersetzung (Inoffiziell) | Jury    | Jury   | Zuschauer                  | Zuschauer | Gesamt |
| Platz | Startnr. | Interpret                                | Lied Musik (M) und Text (T)                                                                                       | Sprache             | Übersetzung (Inoffiziell) | Stimmen | Punkte | Stimmen (Televoting & SMS) | Punkte    | Gesamt |
| ----- | -------- | ---------------------------------------- | --- | ------------------- | ------------------------- | ------- | ------ | -------------------------- | --------- | ------ |
| 1.    | 11       | Erica Jennings                           | Back To Myself M/T: Deividas Jaroška, Erica Jennings, Rick Blaskey, Stephen Sims, Victor Diawara                  | Englisch            | Zurück zu mir selbst      | 52      | 12     | 338                        | 6         | 18     |
| 2.    | 1        | Augustė Vedrickaitė                      | Before You’re 6ft Under M: Augustė Vedrickaitė, Paulius Vaicekauskas, Robertas Semeniukas; T: Augustė Vedrickaitė | Englisch            | Bevor du 6 ft unter bist  | 52      | 12     | 317                        | 4         | 16     |
| 3.    | 9        | Urtė Šilagalytė                          | Running Chords M/T: Aurimas Galvelis, Justas Kulikauskas                                                          | Englisch            | Laufakkorde               | 15      | 4      | 824                        | 12        | 16     |
| 4.    | 4        | Joseph June                              | Deadly M/T: Joseph June                                                                                           | Englisch            | Tödlich                   | 39      | 8      | 363                        | 7         | 15     |
| 5.    | 10       | Mary Mo                                  | Get Up M: Marija Monika Dičiūnė, Paulius Vaicekauskas, Tomas Dičiūnas; T: Marija Monika Dičiūnė                   | Englisch            | Steh auf                  | 35      | 7      | 400                        | 8         | 15     |
| 6.    | 7        | Elonas Pokanevič                         | Someday M: Edvardas Mikulis, Elonas Pokanevič, Rokas Arciševskij; T: Elonas Pokanevič                             | Englisch            | Eines Tages               | 11      | 1      | 477                        | 10        | 11     |
| 7.    | 8        | Sun Francisco                            | Dream Again M/T: Giedrė Ivanova, Maksim Ivanov, Snorre Bergerud                                                   | Englisch            | Wieder träumen            | 31      | 6      | 257                        | 3         | 9      |
| 8.    | 3        | Voldemars Petersons & the Break Hearters | Up M/T: Voldemars Petersons                                                                                       | Englisch            | Hoch                      | 11      | 1      | 328                        | 5         | 6      |
| 9.    | 6        | Viktorija Faith                          | Walk Through the Water M: Charlie Akin, Viktorija Faith; T: Viktorija Faith                                       | Englisch            | Durch das Wasser gehen    | 18      | 5      | 92                         | 0         | 5      |
| 10.   | 5        | Aldegunda                                | Holiday M/T: Gailė Asačiovaitė-Main                                                                               | Englisch, Litauisch | Urlaub                    | 14      | 3      | 231                        | 2         | 5      |
| 11.   | 2        | Gabrielė Goštautaitė                     | Over M: Gabrielė Goštautaitė, Robertas Semeniukas; T: Gabrielė Goštautaitė                                        | Englisch            | Aus                       | 12      | 2      | 138                        | 1         | 3      |

 Kandidat hat sich für das Halbfinale qualifiziert.

### Zweites Heat
Das zweite Heat fand am 15. Januar 2022 statt. 6 Beiträge qualifizierten sich für das Halbfinale. Artūras Aleksiejus und Monika Linkytė zogen ihre Teilnahme am 11. Januar 2022 zurück.
| Platz | Startnr. | Interpret             | Lied Musik (M) und Text (T) | Sprache  | Übersetzung (Inoffiziell)         | Jury                    | Jury                    | Zuschauer                  | Zuschauer               | Gesamt                  |
| Platz | Startnr. | Interpret             | Lied Musik (M) und Text (T) | Sprache  | Übersetzung (Inoffiziell)         | Stimmen                 | Punkte                  | Stimmen (Televoting & SMS) | Punkte                  | Gesamt                  |
| ----- | -------- | --------------------- | --- | -------- | --------------------------------- | ----------------------- | ----------------------- | -------------------------- | ----------------------- | ----------------------- |
| 1.    | 9        | Ieva Zasimauskaitė    | I’ll be there M: Ieva Zasimauskaitė; T: Ieva Zasimauskaitė, M. Hausner                                                                   | Englisch | Ich werde da sein                 | 56                      | 12                      | 554                        | 8                       | 20                      |
| 2.    | 2        | Justė Kraujelytė      | How To Get My Life Back M: Edgaras Žaltauskas, Justė Kraujelytė, Kasparas Meginis; T: Justė Kraujelytė                                   | Englisch | Wie bekomme ich mein Leben zurück | 43                      | 8                       | 691                        | 10                      | 18                      |
| 3.    | 4        | Titas & Benas         | Getting Through This M: Audrius Petrauskas, Faustas Venckus; T: Audrius Petrauskas                                                       | Englisch | Das durchstehen                   | 47                      | 10                      | 291                        | 3                       | 13                      |
| 4.    | 11       | Queens of Roses       | Washing Machine M: Michael James Down, Natalie Palmer, Primoz Poglajen, Will Taylor; T: Michael James Down, Primoz Poglajen, Will Taylor | Englisch | Waschmaschine                     | 32                      | 7                       | 423                        | 6                       | 13                      |
| 5.    | 10       | Moosu X               | Love That Hurts M/T: Aurimas Galvelis, Justas Kulikauskas                                                                                | Englisch | Liebe, die weh tut                | 30                      | 6                       | 433                        | 7                       | 13                      |
| 6.    | 7        | Emilijana             | Illuminate M/T: Emilija Katauskaite, Paul Bester, Stoyan Stoyanov                                                                        | Englisch | Erleuchten                        | 7                       | 1                       | 748                        | 12                      | 13                      |
| 7.    | 1        | Clockwork Creep       | Grow M/T: Paulius Mscichauskas | Englisch | Wachsen                           | 16                      | 4                       | 359                        | 5                       | 9                       |
| 8.    | 8        | Justin3 feat. Nanaart | Something that is natural M/T: Justinas Stanislovaitis, Liucija Nanartavičiūtė                                                           | Englisch | Etwas, das natürlich ist          | 30                      | 6                       | 258                        | 1                       | 7                       |
| 9.    | 3        | Gabrea                | Make It Real M/T: Aurimas Galvelis, Gabrielė Senkevičiūtė, Justas Kulikauskas                                                            | Englisch | Mach es real                      | 16                      | 4                       | 283                        | 2                       | 6                       |
| 10.   | 6        | Viktorija Kajokaitė   | Piece of universe M/T: Viktorija Kajokaitė                                                                                               | Englisch | Stück des Universums              | 1                       | 0                       | 332                        | 4                       | 4                       |
| 11.   | 5        | Cosmic Bride          | The Devil Lives in Spain M: Bruno Vogel, Natalia Kharetskaya; T: Natalia Kharetskaya                                                     | Englisch | Der Teufel lebt in Spanien        | 12                      | 2                       | 93                         | 0                       | 2                       |
| —     | —        | Artūras Aleksiejus    | Out of mind | Englisch | Aus dem Sinn                      | Teilnahme zurückgezogen | Teilnahme zurückgezogen | Teilnahme zurückgezogen    | Teilnahme zurückgezogen | Teilnahme zurückgezogen |
| —     | —        | Monika Linkytė        | See You Again | Englisch | Wir sehen uns wieder              | Teilnahme zurückgezogen | Teilnahme zurückgezogen | Teilnahme zurückgezogen    | Teilnahme zurückgezogen | Teilnahme zurückgezogen |

 Kandidat hat sich für das Halbfinale qualifiziert.

### Drittes Heat
Das dritte Heat fand am 22. Januar 2022 statt. 6 Beiträge qualifizierten sich für das Halbfinale.
| Platz | Startnr. | Interpret          | Lied Musik (M) und Text (T) | Sprache   | Übersetzung (Inoffiziell) | Jury    | Jury   | Zuschauer                  | Zuschauer | Gesamt |
| Platz | Startnr. | Interpret          | Lied Musik (M) und Text (T) | Sprache   | Übersetzung (Inoffiziell) | Stimmen | Punkte | Stimmen (Televoting & SMS) | Punkte    | Gesamt |
| ----- | -------- | ------------------ | --- | --------- | ------------------------- | ------- | ------ | -------------------------- | --------- | ------ |
| 1.    | 9        | Monika Liu         | Sentimentai M/T: Monika Liubinaitė | Litauisch | Gefühle                   | 58      | 12     | 2124                       | 12        | 24     |
| 2.    | 2        | Rūta Loop          | Call Me From the Cold M: Edgaras Žaltauskas, Kasparas Meginis, Rūta Žibaitytė; T: Rūta Žibaitytė                                                       | Englisch  | Ruf mich aus der Kälte an | 43      | 8      | 586                        | 8         | 16     |
| 3.    | 12       | Lolita Zero        | Not Your Mother M/T: Gytis Ivanauskas, Vitas Vaičiulis                                                                                                 | Englisch  | Nicht deine Mutter        | 27      | 6      | 1074                       | 10        | 16     |
| 4.    | 10       | Gebrasy            | Into Your Arms M: Audrius Petrauskas, Faustas Venckus; T: Audrius Petrauskas                                                                           | Englisch  | In deine Arme             | 40      | 7      | 576                        | 7         | 14     |
| 5.    | 7        | Gintarė Korsakaitė | Fantasy Eyes M: Audrius Petrauskas, Elena Jurgaitytė, Faustas Venckus, Gintarė Korsakaitė; T: Audrius Petrauskas, Elena Jurgaitytė, Gintarė Korsakaitė | Englisch  | Fantasieaugen             | 23      | 5      | 497                        | 6         | 11     |
| 6.    | 5        | Vilija             | 101 M/T: Vilija Matačiūnaitė | Litauisch | 101                       | 44      | 10     | 183                        | 0         | 10     |
| 7.    | 1        | Basas Pegasas      | Ponai M: Rokas Smilingis, T: Marius Repšys | Litauisch | Herren                    | 19      | 4      | 217                        | 2         | 6      |
| 8.    | 3        | Vasha              | Nepaleidi M: Viktoras Olechnovičius; T: Vasha | Litauisch | Lauf nicht                | 15      | 3      | 222                        | 3         | 6      |
| 9.    | 11       | Mėnulio fazė       | Give Me A Sign M/T: Vladas Chockevičius | Englisch  | Gib mir ein Zeichen       | 6       | 1      | 349                        | 5         | 6      |
| 10.   | 8        | Živilė Gedvilaitė  | Lioness M/T: Charlie Mason, John Matthews, Linda Persson, Paulius Jasiūnas, Ylva Persson                                                               | Englisch  | Löwin                     | 4       | 0      | 253                        | 4         | 4      |
| 11.   | 4        | Geleibra           | Aš jaučiu tave M/T: Evaldas Mikalauskas, Gabrielė Urbonaitė, Justinas Chachlauskas                                                                     | Litauisch | Ich fühle dich            | 10      | 2      | 216                        | 1         | 3      |
| 12.   | 6        | Emilija V          | Overload M/T: Aurimas Galvelis, Emilija Valiukevičiūtė, Justas Kulikauskas                                                                             | Englisch  | Überlastung               | 1       | 0      | 70                         | 0         | 0      |

 Kandidat hat sich für das Halbfinale qualifiziert.

## Halbfinale

### Erstes Halbfinale
Das erste Halbfinale fand am 29. Januar 2022 statt. 4 Beiträge qualifizierten sich für das Finale.
| Platz | Startnr. | Interpret          | Lied Musik (M) und Text (T) | Sprache  | Übersetzung (Inoffiziell)         | Jury    | Jury   | Zuschauer                  | Zuschauer | Gesamt |
| Platz | Startnr. | Interpret          | Lied Musik (M) und Text (T) | Sprache  | Übersetzung (Inoffiziell)         | Stimmen | Punkte | Stimmen (Televoting & SMS) | Punkte    | Gesamt |
| ----- | -------- | ------------------ | --- | -------- | --------------------------------- | ------- | ------ | -------------------------- | --------- | ------ |
| 1.    | 6        | Justė Kraujelytė   | How To Get My Life Back M: Edgaras Žaltauskas, Justė Kraujelytė, Kasparas Meginis; T: Justė Kraujelytė                                                 | Englisch | Wie bekomme ich mein Leben zurück | 54      | 12     | 799                        | 10        | 22     |
| 2.    | 9        | Lolita Zero        | Not Your Mother M/T: Gytis Ivanauskas, Vitas Vaičiulis                                                                                                 | Englisch | Nicht deine Mutter                | 42      | 8      | 2281                       | 12        | 20     |
| 3.    | 7        | Gebrasy            | Into Your Arms M: Audrius Petrauskas, Faustas Venckus; T: Audrius Petrauskas                                                                           | Englisch | In deine Arme                     | 46      | 10     | 751                        | 8         | 18     |
| 4.    | 1        | Queens of Roses    | Washing Machine M: Michael James Down, Natalie Palmer, Primoz Poglajen, Will Taylor; T: Michael James Down, Primoz Poglajen, Will Taylor               | Englisch | Waschmaschine                     | 22      | 4      | 648                        | 7         | 11     |
| 5.    | 4        | Joseph June        | Deadly M/T: Joseph June | Englisch | Tödlich                           | 37      | 7      | 378                        | 3         | 10     |
| 6.    | 5        | Erica Jennings     | Back To Myself M/T: Deividas Jaroška, Erica Jennings, Rick Blaskey, Stephen Sims, Victor Diawara                                                       | Englisch | Zurück zu mir selbst              | 32      | 6      | 474                        | 4         | 10     |
| 7.    | 8        | Gintarė Korsakaitė | Fantasy Eyes M: Audrius Petrauskas, Elena Jurgaitytė, Faustas Venckus, Gintarė Korsakaitė; T: Audrius Petrauskas, Elena Jurgaitytė, Gintarė Korsakaitė | Englisch | Fantasieaugen                     | 24      | 5      | 511                        | 5         | 10     |
| 8.    | 3        | Emilijana          | Illuminate M/T: Emilija Katauskaite, Paul Bester, Stoyan Stoyanov                                                                                      | Englisch | Erleuchten                        | 14      | 3      | 573                        | 6         | 9      |
| 9.    | 2        | Elonas Pokanevič   | Someday M: Edvardas Mikulis, Elonas Pokanevič, Rokas Arciševskij; T: Elonas Pokanevič                                                                  | Englisch | Eines Tages                       | 14      | 3      | 377                        | 2         | 5      |

 Kandidat hat sich für das Finale qualifiziert.

### Zweites Halbfinale
Das zweite Halbfinale fand am 5. Februar 2022 statt. 4 Beiträge qualifizierten sich für das Finale.
| Platz | Startnr. | Interpret           | Lied Musik (M) und Text (T)                                                                                        | Sprache   | Übersetzung (Inoffiziell) | Jury    | Jury   | Zuschauer                  | Zuschauer | Gesamt |
| Platz | Startnr. | Interpret           | Lied Musik (M) und Text (T)                                                                                        | Sprache   | Übersetzung (Inoffiziell) | Stimmen | Punkte | Stimmen (Televoting & SMS) | Punkte    | Gesamt |
| ----- | -------- | ------------------- | --- | --------- | ------------------------- | ------- | ------ | -------------------------- | --------- | ------ |
| 1.    | 8        | Monika Liu          | Sentimentai M/T: Monika Liubinaitė                                                                                 | Litauisch | Gefühle                   | 58      | 12     | 3965                       | 12        | 24     |
| 2.    | 5        | Augustė Vedrickaitė | Before You’re 6 ft Under M: Augustė Vedrickaitė, Paulius Vaicekauskas, Robertas Semeniukas; T: Augustė Vedrickaitė | Englisch  | Bevor du 6 ft unter bist  | 49      | 10     | 934                        | 8         | 18     |
| 3.    | 6        | Rūta Loop           | Call Me From the Cold M: Edgaras Žaltauskas, Kasparas Meginis, Rūta Žibaitytė; T: Rūta Žibaitytė                   | Englisch  | Ruf mich aus der Kälte an | 37      | 8      | 878                        | 7         | 15     |
| 4.    | 4        | Ieva Zasimauskaitė  | I’ll be there M: Ieva Zasimauskaitė; T: Ieva Zasimauskaitė, M. Hausner                                             | Englisch  | Ich werde da sein         | 37      | 8      | 481                        | 5         | 13     |
| 5.    | 3        | Urtė Šilagalytė     | Running Chords M/T: Aurimas Galvelis, Justas Kulikauskas                                                           | Englisch  | Laufakkorde               | 12      | 2      | 1165                       | 10        | 12     |
| 6.    | 2        | Vilija              | 101 M/T: Vilija Matačiūnaitė                                                                                       | Litauisch | 101                       | 30      | 6      | 303                        | 3         | 9      |
| 7.    | 7        | Titas & Benas       | Getting Through This M: Audrius Petrauskas, Faustas Venckus; T: Audrius Petrauskas                                 | Englisch  | Das durchstehen           | 26      | 5      | 310                        | 4         | 9      |
| 8.    | 9        | Moosu X             | Love That Hurts M/T: Aurimas Galvelis, Justas Kulikauskas                                                          | Englisch  | Liebe, die weh tut        | 16      | 3      | 637                        | 6         | 9      |
| 9.    | 1        | Mary Mo             | Get Up M: Marija Monika Dičiūnė, Paulius Vaicekauskas, Tomas Dičiūnas; T: Marija Monika Dičiūnė                    | Englisch  | Steh auf                  | 20      | 4      | 301                        | 2         | 6      |

 Kandidat hat sich für das Finale qualifiziert.

## Finale
Das Finale fand am 12. Februar 2022 statt. Monika Liu erlangte sowohl bei den Jury-Mitgliedern als auch bei den Zuschauern die meisten Stimmen und gewann somit die Vorentscheidung.
| Platz | Startnr. | Interpret           | Lied Musik (M) und Text (T) | Sprache   | Übersetzung (Inoffiziell)         | Jury    | Jury   | Zuschauerstimmen (Televoting & SMS) | Zuschauerstimmen (Televoting & SMS) | Gesamt |
| Platz | Startnr. | Interpret           | Lied Musik (M) und Text (T) | Sprache   | Übersetzung (Inoffiziell)         | Stimmen | Punkte | Stimmen                             | Punkte                              | Gesamt |
| ----- | -------- | ------------------- | --- | --------- | --------------------------------- | ------- | ------ | ----------------------------------- | ----------------------------------- | ------ |
| 1.    | 7        | Monika Liu          | Sentimentai M/T: Monika Liubinaitė | Litauisch | Gefühle                           | 84      | 12     | 23.604                              | 12                                  | 24     |
| 2.    | 8        | Augustė Vedrickaitė | Before You’re 6 ft Under M: Augustė Vedrickaitė, Paulius Vaicekauskas, Robertas Semeniukas; T: Augustė Vedrickaitė                       | Englisch  | Bevor du 6 ft unter bist          | 60      | 10     | 4.147                               | 8                                   | 18     |
| 3.    | 1        | Lolita Zero         | Not Your Mother M/T: Gytis Ivanauskas, Vitas Vaičiulis                                                                                   | Englisch  | Nicht deine Mutter                | 57      | 8      | 20.929                              | 10                                  | 18     |
| 4.    | 3        | Rūta Loop           | Call Me From the Cold M: Edgaras Žaltauskas, Kasparas Meginis, Rūta Žibaitytė; T: Rūta Žibaitytė                                         | Englisch  | Ruf mich aus der Kälte an         | 51      | 7      | 1.830                               | 7                                   | 14     |
| 5.    | 4        | Gebrasy             | Into Your Arms M: Audrius Petrauskas, Faustas Venckus; T: Audrius Petrauskas                                                             | Englisch  | In deine Arme                     | 42      | 6      | 1.404                               | 6                                   | 12     |
| 6.    | 5        | Justė Kraujelytė    | How To Get My Life Back M: Edgaras Žaltauskas, Justė Kraujelytė, Kasparas Meginis; T: Justė Kraujelytė                                   | Englisch  | Wie bekomme ich mein Leben zurück | 37      | 5      | 1.164                               | 5                                   | 10     |
| 7.    | 2        | Ieva Zasimauskaitė  | I’ll be there M: Ieva Zasimauskaitė; T: Ieva Zasimauskaitė, M. Hausner                                                                   | Englisch  | Ich werde da sein                 | 33      | 4      | 729                                 | 3                                   | 7      |
| 8.    | 6        | Queens of Roses     | Washing Machine M: Michael James Down, Natalie Palmer, Primoz Poglajen, Will Taylor; T: Michael James Down, Primoz Poglajen, Will Taylor | Englisch  | Waschmaschine                     | 21      | 3      | 1.108                               | 4                                   | 7      |